# Anzündhütchen

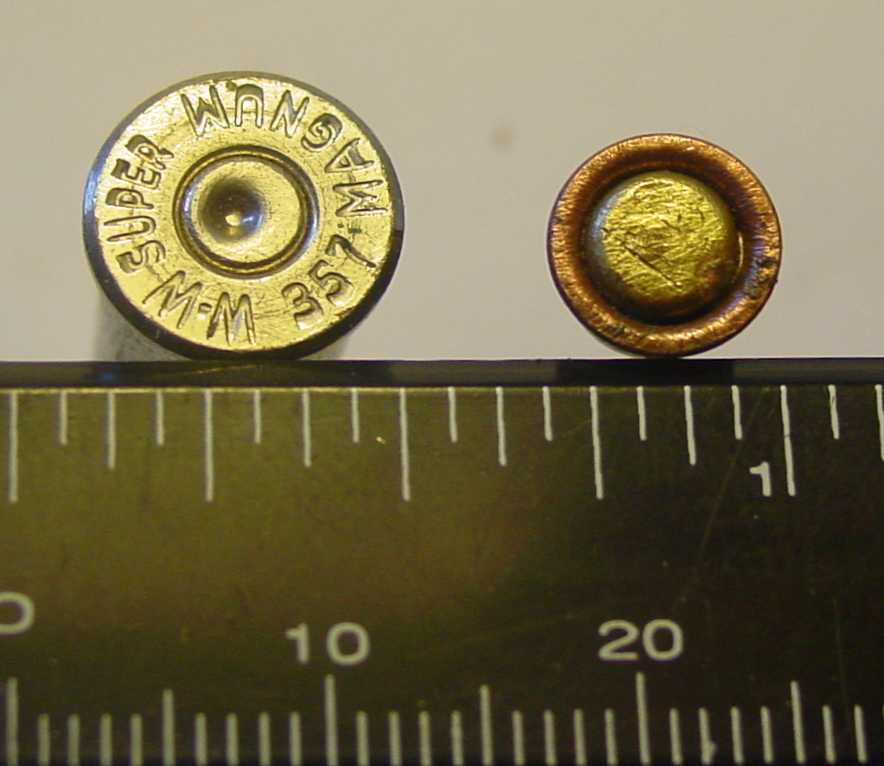
Zwei Anzündhütchen
Links: für Faustfeuerwaffen, abgefeuert und eingepresst in eine .357 Magnum;
rechts: für Flintenmunition

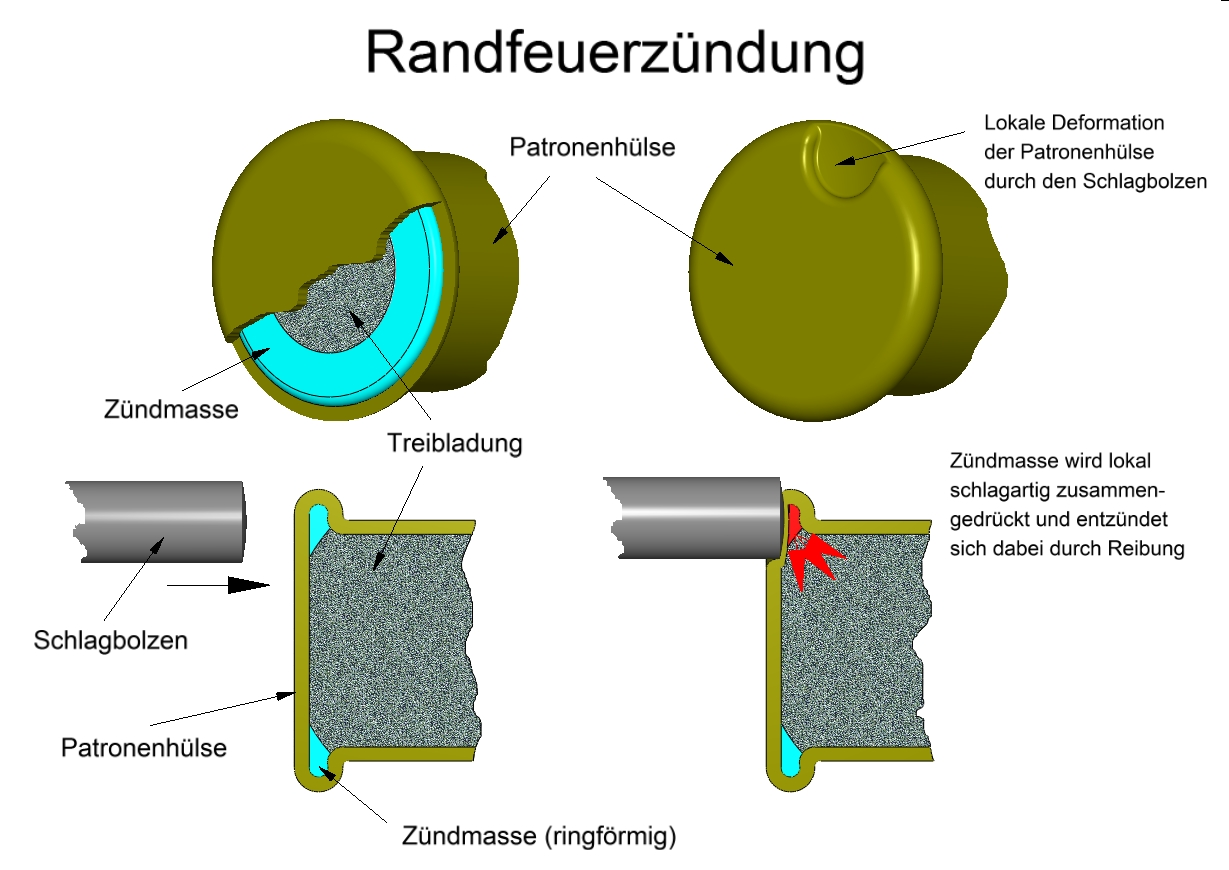
Patrone mit Randfeuerzündung

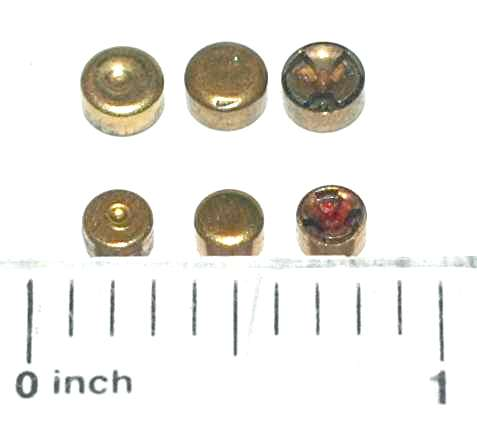
Anzündhütchen für Faustfeuerwaffen
Obere Reihe: große
Untere Reihe: kleine.
Links und rechts: abgefeuert
Mitte: neu (rechts die Innenseite)

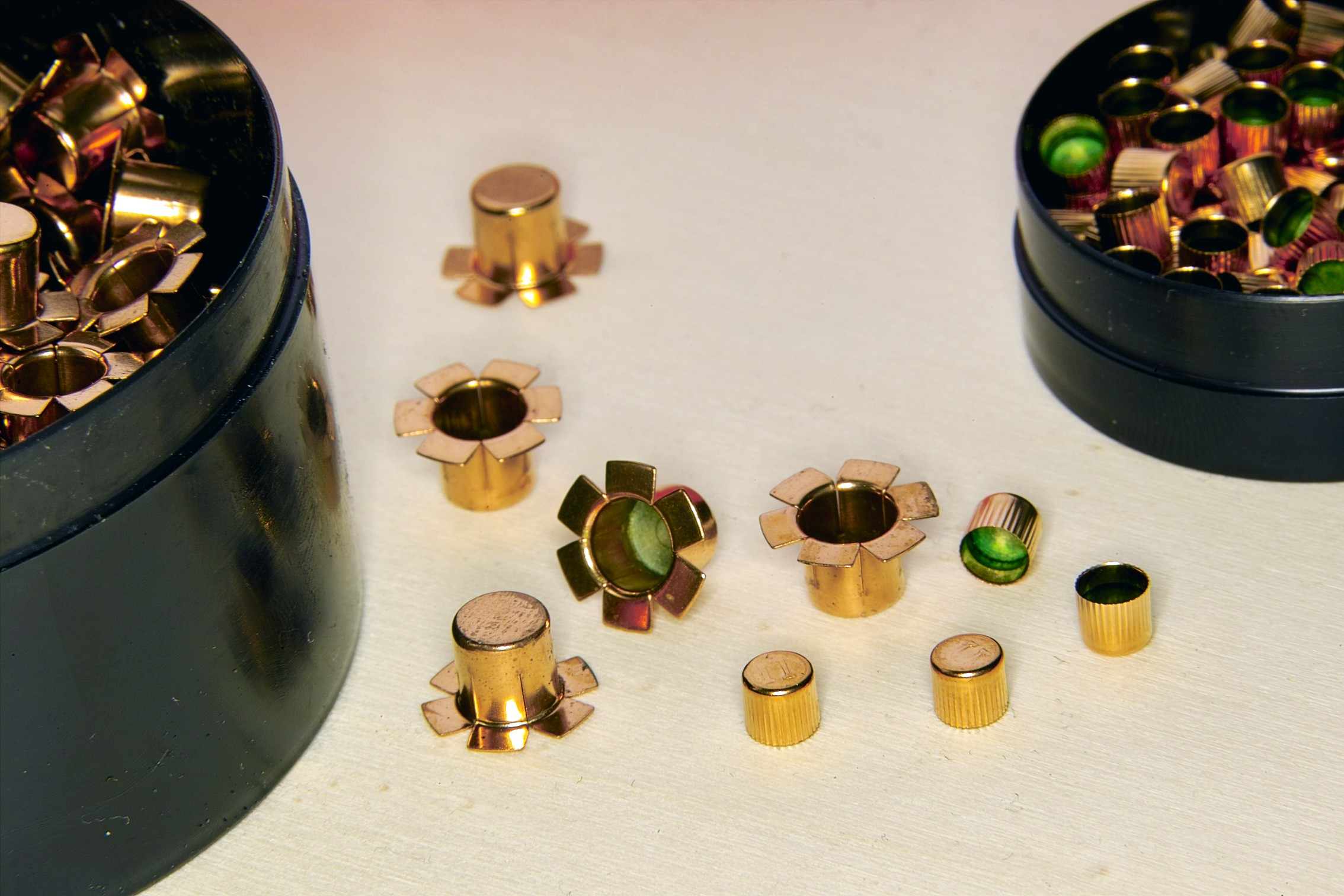
Zündhütchen für Perkussionswaffen, Durchmesser 6 mm und 4,5 mm

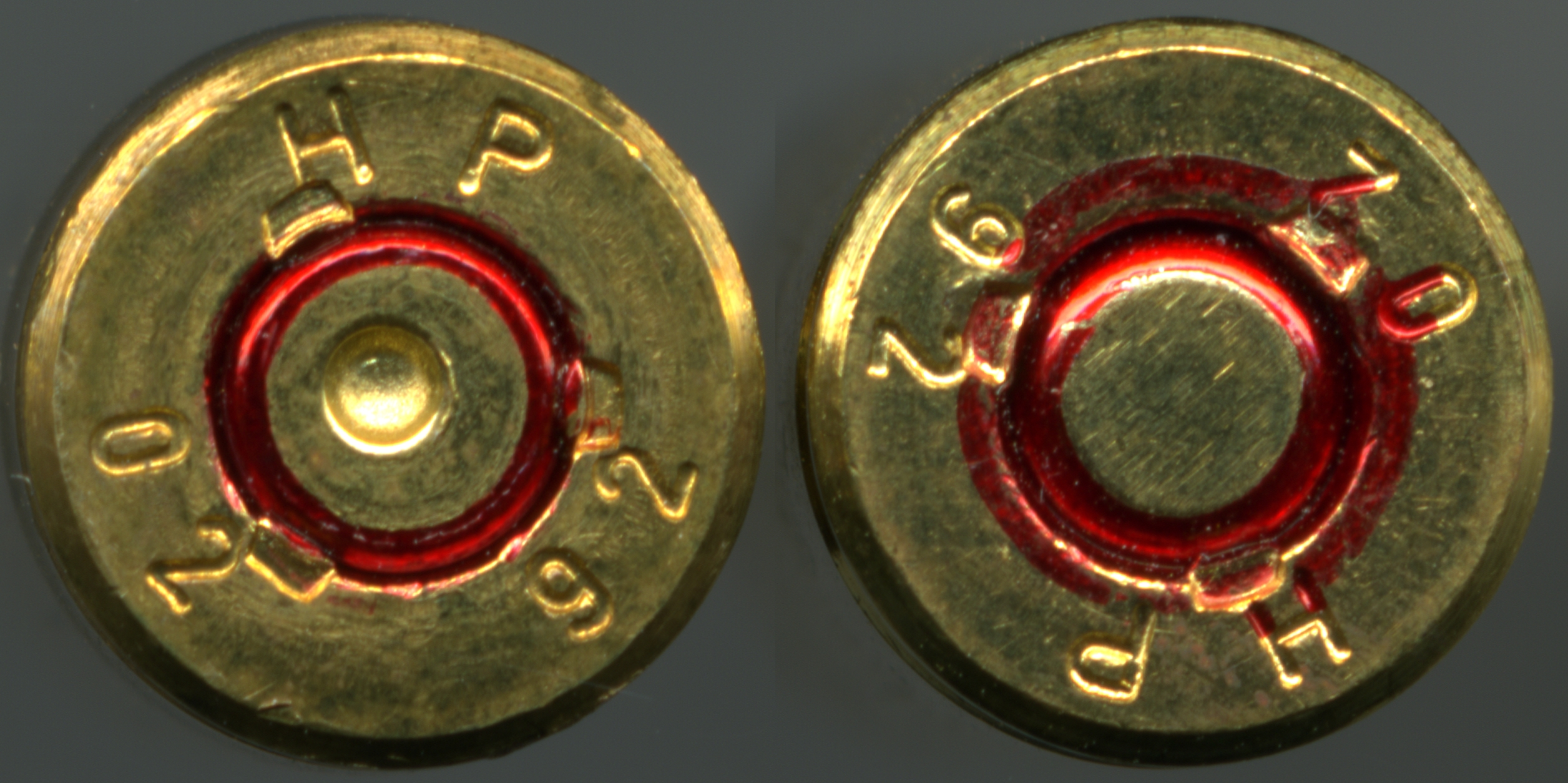
Ein abgefeuertes (links) und intaktes (rechts) Anzündhütchen im Patronenboden einer Patronenhülse Kaliber 5,56 × 45 mm NATO

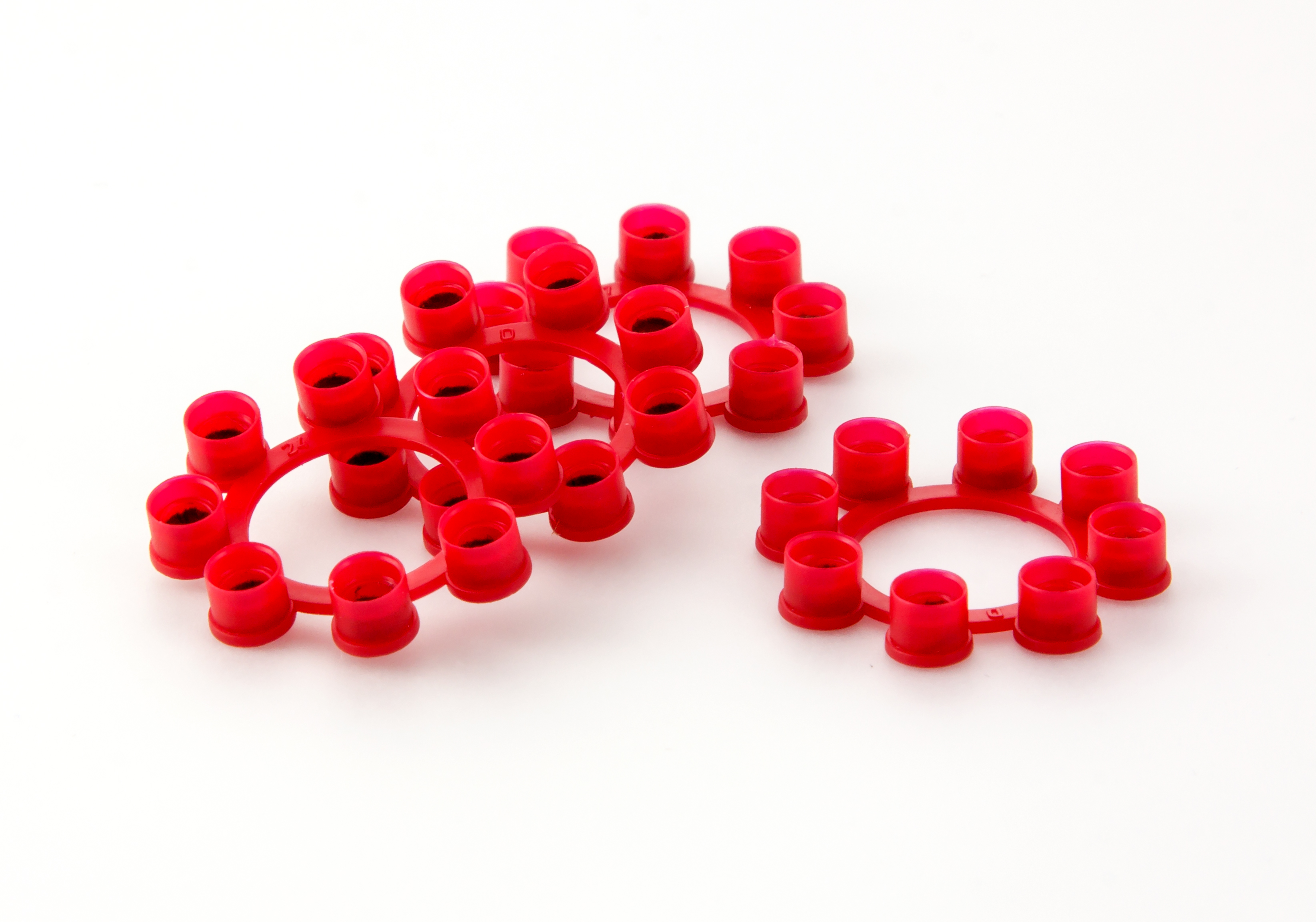
Achtschüssiger Plastikring für Spielzeugrevolver

Anzündhütchen (oft auch einfach Zündhütchen, Zündkapsel oder Zündelement (engl. Percussion cap oder Primer) genannt) dienen dem Zünden des Schießpulvers, also der Treibladung von Patronenmunition und Kartuschenmunition, oder sonstiger Pulverladungen. Weiters werden Anzündhütchen zum Zünden von nichtelektrischen Sprengzündern verwendet. Das Anzündhütchen wurde um 1818 erfunden. In den folgenden 60 Jahren wurde es zum Mittel der Wahl, um eine Pulverladung in einem Vorderlader zu zünden. Dafür wurde das Steinschloss zum Perkussionsschloss weiterentwickelt. Die Erfindung des Zündhütchens war ein Meilenstein auf dem Weg zur Entwicklung der modernen Zentralfeuerpatronen.
Alle modernen Waffen verwenden die Zentralfeuerzündung, bei der im Boden der Patronenhülse ein Zündhütchen eingepresst ist. Ausnahme sind Waffen für Kleinkaliberpatronen wie zum Beispiel .22 lfB, bei denen Randfeuerzündung verwendet wird.

## Geschichte
Der schottische Geistliche Alexander John Forsyth kam zu Beginn des 19. Jahrhunderts auf die Idee, schlagempfindliche Substanzen wie Knallquecksilber oder Kaliumchlorat zum Anzünden des Treibsatzes zu verwenden. Verschiedene Erfinder versuchten diesen neuen Ansatz praktikabel zu nutzen, um das bisherige unzuverlässige Steinschloss abzulösen. Auch die Idee für das Anzündhütchen wurde von einigen Personen in verschiedenen Ländern beansprucht. Da es zu dieser Zeit noch kein internationales Patentrecht gab, lässt sich nicht mit Sicherheit sagen, wer der Erste war. Auch kann die gleiche Idee in etwa zeitgleich entstanden sein. Da ist zum einen der in die USA ausgewanderte Engländer Joshua Shaw, der dieses für 1814 beansprucht. Shaw meldete demnach in diesem Jahr ein wiederverwendbares Röhrchen aus Stahl zum Patent an, das sich mit der schlagempfindlichen Substanz füllen ließ. Da Shaw aber zu kurz in den Vereinigten Staaten lebte, sei ihm das Patent nicht gewährt worden. Da das Patentbüro Jahre später abbrannte, existieren keine Dokumente, die Shaws Anspruch belegen. 1815 soll er mit einem Einweg-Zündhütchen aus Hartzinn experimentiert haben und ein Jahr später schließlich aus Kupfer. Ein offizielles Patent erhielt Shaw erst 1822. Besser dokumentiert ist die Erfindung des Zündhütchens aus Kupfer bei dem Londoner Büchsenmacher Joseph Egg, die auf 1818 datiert wird. Einen großen Anteil an der Verbesserung und Verbreitung des Anzündhütchen hatte das 1825 in Prag gegründete Unternehmen Sellier & Bellot.
Bei zivilen Waffen setzten sich die Anzündhütchen recht schnell durch; ab Mitte der 1820er waren sie weitverbreitet. Das Militär hatte zunächst noch Vorbehalte, sich von den bewährten Steinschlosswaffen zu trennen. In den 1830ern begann das Militär, das neue System zu testen, und bis Mitte der 1840er hatte es sich auch militärisch in Europa und in den Vereinigten Staaten etabliert. Vielfach wurden Steinschlosswaffen auf Perkussionszündung umgestellt. Auch wenn es ab den 1840er-Jahren bereits erste wegweisende Hinterladerwaffen mit Einheitspatronen (z. B. Dreyse-Zündnadelgewehr) gab, waren die Zündhütchen für Vorderladerwaffen die nächsten Jahrzehnte vorherrschend. Der Höhepunkt der Produktion von Anzündhütchen für Perkussionswaffen war Mitte der 1860er-Jahre, danach wurden diese zunehmend durch in Zentralfeuerpatronen integrierte Anzündhütchen für moderne Hinterladerwaffen abgelöst.

## Arten
Bei den Zündhütchen unterscheidet man historische außenliegende und moderne, in die Patrone integrierte Arten. Bei den integrierten Zündhütchen unterscheidet man zwischen Berdanzündhütchen (Berdanzündung) und Boxerzündhütchen (Boxerzündung). Beide Zündhütchenarten werden für Metallpatronen (Büchsen- und Kurzwaffenpatronen) verwendet.
Diese Zündhütchen bestehen aus einer – meist vernickelten – Messingkapsel, in der sich der Zündsatz befindet. Dieser ist durch eine mit Lack überzogene Papierscheibe gegen Feuchtigkeit geschützt. Bei dem Boxerzündhütchen ist außerdem der dreibeinige Amboss als Widerlager eingesetzt.

## Funktionsweise

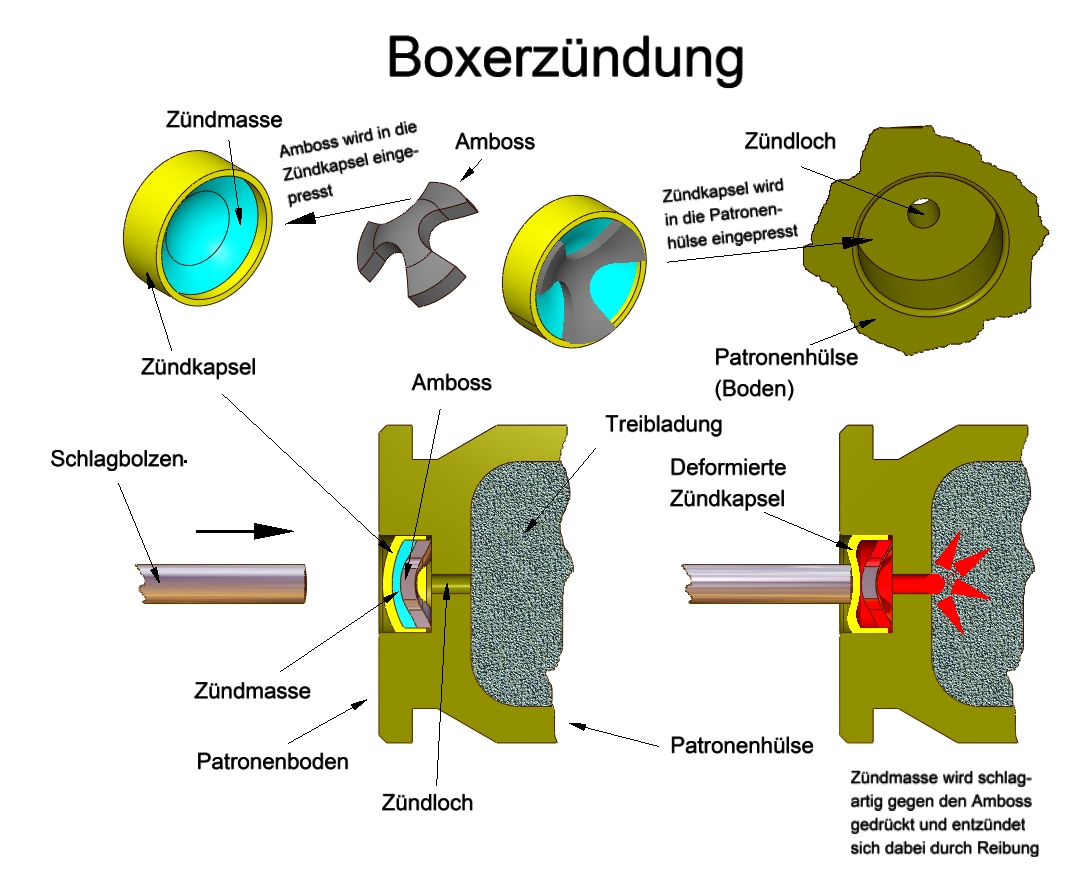
Aufbau und Zündung einer Patrone mit Boxerzündung
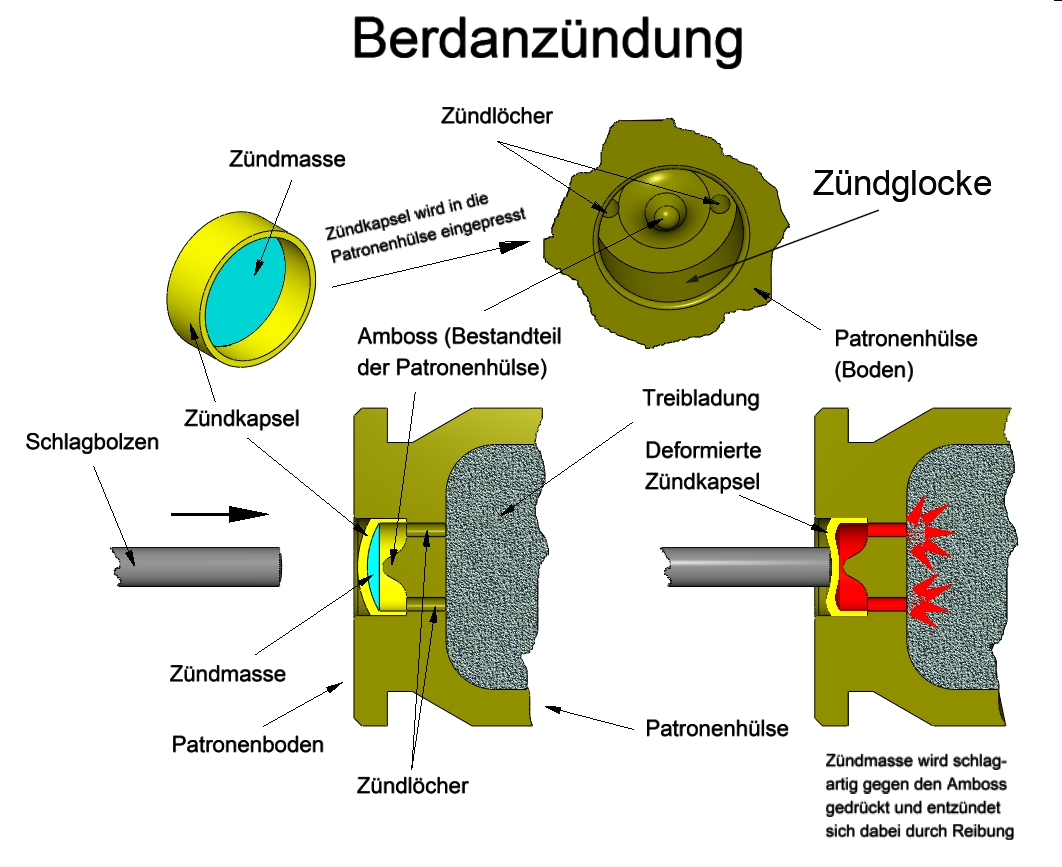
Aufbau und Zündung einer Patrone mit Berdanzündung

Außen liegende Zündhütchen, die ausschließlich zum Abfeuern von Vorderladerwaffen mit Perkussionszündung verwendet werden, steckt man vor der Schussabgabe auf das Piston auf. Das Piston wirkt als Amboss und ist durchgängig gebohrt. Sobald der Hahn der Waffe auf das Piston mit dem aufgesteckten Zündhütchen aufschlägt, setzt dessen Zündladung um. Durch die Bohrung im Piston wird die Zündflamme dann auf die Treibladung im Lauf übertragen.
Anzündhütchen für Zentralfeuerpatronen sind in eine Vertiefung im Patronenboden eingelassen, die als Zündglocke bezeichnet wird. Sie sind dort durch eine leichte Quetschung des Patronenbodens mechanisch gegen das Herausfallen gesichert. In der Regel wird der Spalt zwischen Zündglocke und Anzündhütchen mit einer hauchdünnen Dichtung aus Lack versehen, um so das Eindringen von Feuchtigkeit zu verhindern, was zu Zündversagern führen kann.
Während bei der Boxerzündung der Zündstrahl durch ein zentrales Zündloch in der Hülse in den Pulverraum geleitet wird, ist bei der Berdanhülse an dieser Stelle der Amboss angebracht. Neben dem Amboss sind dann die Zündkanäle. Die Berdanzündung wird hauptsächlich noch im militärischen Bereich benutzt, während gerade im sportlichen Bereich die Boxerzündung dominiert, da hier das abgeschossene Zündhütchen leicht ausgestoßen werden kann, um die Patrone wiederzuladen. Zündhütchen für Schrotpatronen sind länger als die oben beschriebenen flachen Messingkapseln; in ihrer Umhüllung sind Zündsatz, Amboss und Zündloch integriert.
Alle Zündsätze werden durch Reibung gezündet, wenn der Schlagbolzen einer Waffe auf das Zündhütchen trifft und sich das Material gegen den Amboss und an ihm vorbei quetscht. Je nach Substanz reichen schon sehr geringe Erschütterung oder Wärmeeinwirkung aus, um eine Zündung zu bewirken, weshalb das Manipulieren an Zündhütchen oder Patronen lebensgefährlich ist.
Seit etwa 1930 verwendet man als Initialsprengstoff in Anzündhütchen ein Gemisch aus Tetrazen und Bleitrinitroresorcinat („Sinoxid-Sätze“). Diese und verwandte Mischungen haben das früher übliche, sehr giftige und korrosive Knallquecksilber (Quecksilberfulminat) völlig verdrängt. Das sofort detonierende Bleiazid kann nur als Initialzünder für andere Sprengstoffe verwendet werden und nicht in Zündhütchen. Das ebenfalls sehr giftige Knallsilber (Silberfulminat) ist für diese Verwendung zu empfindlich und auch zu teuer.
Boxerzündhütchen gibt es in den Größen 4,45 mm (klein) und 5,33 mm (groß). Bei gleichen Abmessungen unterscheidet man dann noch Pistolen- und Büchsenversion sowie jeweils eine Magnum-Ausführung mit verstärktem Zündsatz. Berdanzündhütchen gibt es für Pistolen in den Durchmessern 4,5 mm und 5 mm sowie für Büchsen in den Durchmessern 4,5 mm, 5,5 mm und 6,45 mm. Zündhütchen haben in der Regel keine Kennzeichnung ihrer Größe und Ladung.
Neuere Entwicklungen experimentieren mit einer Abkehr von der mechanischen Zündung. Eine Initialladung vergleichbar einem Zündhütchen ist voraussichtlich auch in vielen dieser Fälle nötig, muss aber speziell an das Zündverfahren angepasst werden. In der praktischen Verwendung ist bereits der elektrische Schlagbolzen mit entsprechenden Anzündhütchen. Dabei durchsticht weiterhin ein Schlagbolzen mechanisch die Versiegelung des Anzündhütchens. Die Zündung erfolgt aber erst durch einen elektrischen Impuls. Der Strom fließt dabei entweder durch den Schlagbolzen als einen und den Ladungsraum als anderen Pol oder der Schlagbolzen selbst ist zweipolig ausgelegt. Ziel der Technik ist eine möglichst genaue Zeitsteuerung der Schussabgabe. Dies ist bei schnell feuernden Waffen nach dem Gatling-Prinzip, insbesondere in Verbindung mit Mündungsblenden, erwünscht sowie bei stabilisierten Waffenanlagen. Zur Notabfeuerung bei Ausfall der Stromversorgung werden Stoßgeneratoren genutzt. Im Versuchsstadium sind kontaktlose Zündverfahren mit elektromagnetischer Induktion, elektro-thermisch-chemischen Kanonen, bei denen ein Lichtbogen die Treibladung zünden soll, und die Zündung per Laser. Angestrebte Vorteile dieser Verfahren sind geringere Fehlerquellen durch Verschmutzung und Korrosion oder versagende Mechanik und die Verwendung mit hülsenlosen Patronen, bei denen dann die restlichen metallischen Anteile entfallen könnten.

## Knallerbsen
Nach demselben Prinzip wie Anzündhütchen funktionieren sogenannte Knallerbsen. Das sind kleine Knallkörper, die z. B. mit einer geringen Menge Silberfulminat gefüllt sind. Wenn man sie auf den Boden wirft, zündet der Stoff durch den Aufprall, und es gibt einen mehr oder weniger lauten Knall.
Alle genannten Stoffe sind hochexplosiv und fallen unter das Sprengstoffgesetz bzw. die darauf beruhenden Verordnungen (SprengV).

## Gesundheitsgefahr
Beim Schießen werden die Reaktionsprodukte der Initialsprengstoffe freigesetzt. Früher wurde das gesundheitsschädliche Knallquecksilber verwendet, das durch Bleitrinitroresorcinat-Gemische abgelöst wurde, die aber auch gesundheitsschädlich sind. Das heute verfügbare Diazodinitrophenol (DDNP) hingegen enthält weder Blei noch Quecksilber, wird aber aus Kostengründen nicht überall verwendet.